# Breitenau (Ausztria)
Breitenau osztrák község Alsó-Ausztria Neunkircheni járásában. 2019 januárjában 1582 lakosa volt. 

## Elhelyezkedése

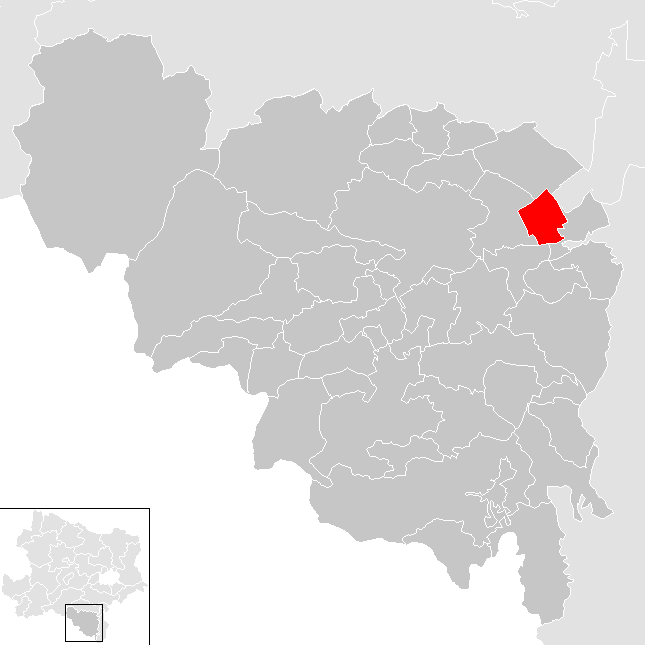
Breitenau a Neunkircheni járásban

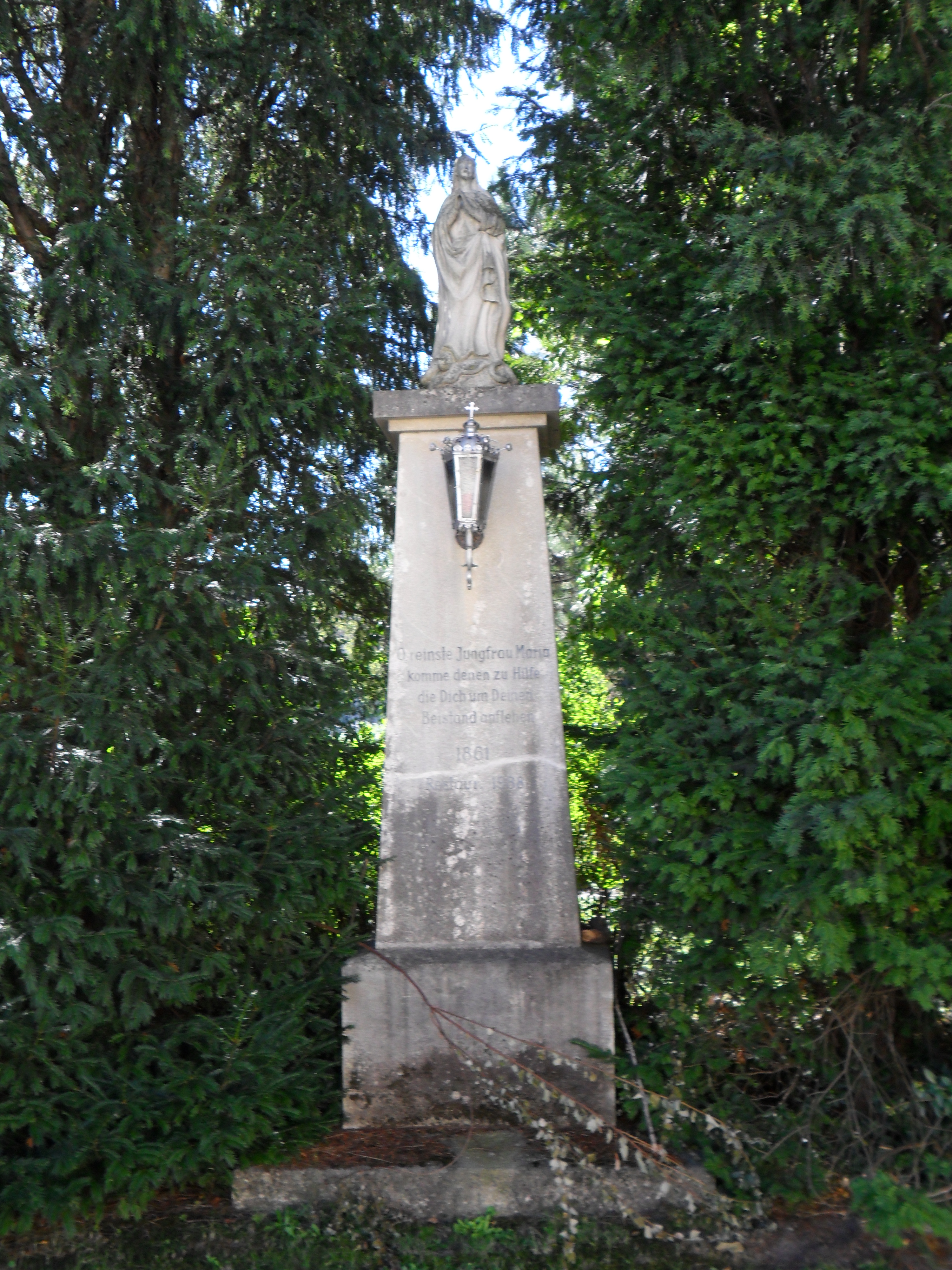
A Maria Immaculata-szobor

Breitenau Alsó-Ausztria Industrieviertel régiójában fekszik a Bécsi-medence délnyugati határán elhelyezkedő Steinfeld térségében, a Kehrbach folyó mentén. Déli határát a Schwarza folyó alkotja. Területének 42,5%-a erdő. Az önkormányzatot csak Breitenau katasztrális község alkotja.  
A környező önkormányzatok: keletre Schwarzau am Steinfeld, délre Natschbach-Loipersbach, nyugatra Neunkirchen, északra Sankt Egyden am Steinfeld, északkeletre Bécsújhely. 

## Lakosság
A breitenaui önkormányzat területén 2019 januárjában 1582 fő élt. A lakosságszám 1961 óta gyarapodó tendenciát mutat. 2017-ben a helybeliek 94,3%-a volt osztrák állampolgár; a külföldiek közül 1,1% a régi (2004 előtti), 2% az új EU-tagállamokból érkezett. 1,7% a volt Jugoszlávia (Szlovénia és Horvátország nélkül) vagy Törökország, 1% egyéb országok polgára volt. 2001-ben a lakosok 82,2%-a római katolikusnak, 2,7% evangélikusnak, 4,2% mohamedánnak, 9,7% pedig felekezeten kívülinek vallotta magát. Ugyanekkor a német mellett (93,1%) a legnagyobb nemzetiségi csoportokat a törökök (3,3%) és a magyarok (1,1%, 13 fő) alkották. 
A népesség változása:

| 2016 | 1 559 |
| 2018 | 1 576 |

## Látnivalók
- az 1909-ben épült neogótikus Szt. Vitus-plébániatemplom
- az 1861-ben emelt Maria Immaculata-szobor
- 18. századi műemlék polgárház

## Fordítás
- Ez a szócikk részben vagy egészben  a   Breitenau (Niederösterreich) című német Wikipédia-szócikk ezen változatának fordításán alapul.  Az eredeti cikk szerkesztőit annak laptörténete sorolja fel. Ez a jelzés csupán a megfogalmazás eredetét és a szerzői jogokat jelzi, nem szolgál a cikkben szereplő információk forrásmegjelöléseként.